# Thomas Frischknecht

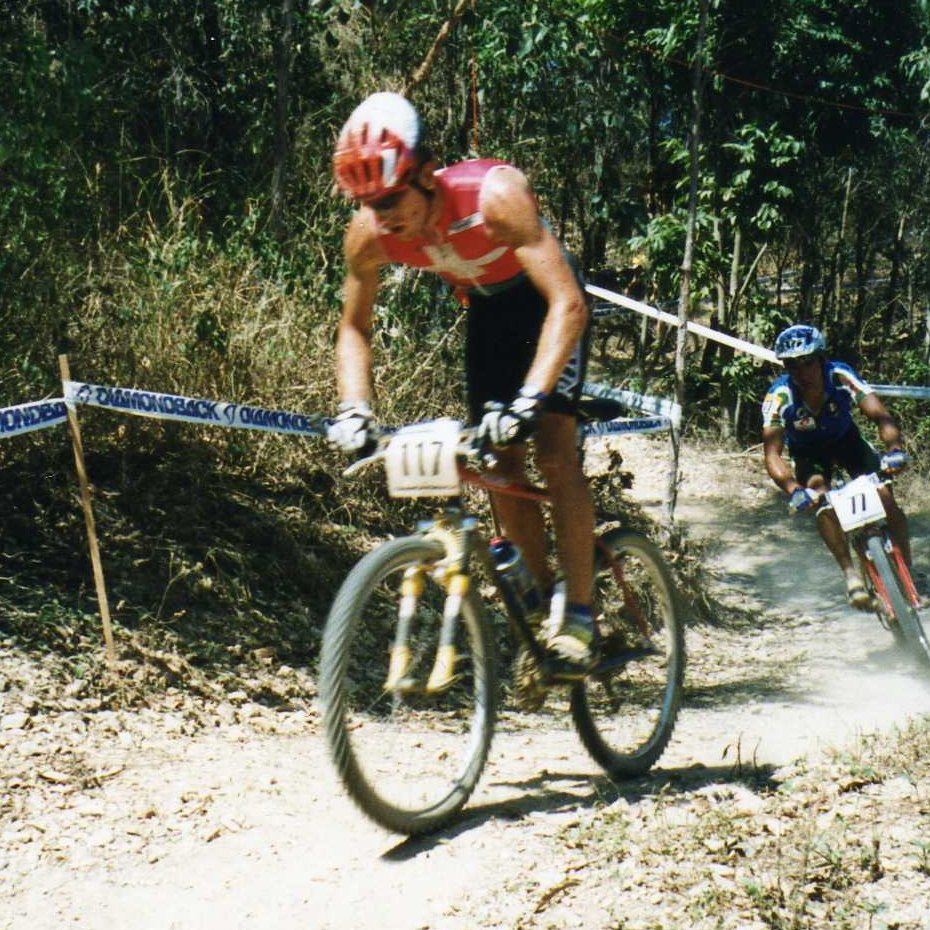
Thomas Frischknecht bei der Mountainbike-WM 1996

Thomas Frischknecht (* 17. Februar 1970 in Feldbach) ist ein ehemaliger Schweizer Radsportler, der vor allem im Mountainbikesport aktiv war. Er betrieb seinen Sport seit 1990 professionell und gilt als einer der erfolgreichsten Mountainbiker aller Zeiten.

## Karriere
Begonnen hat Thomas Frischknecht seine Karriere im Querfeldeinradsport (heutige Bezeichnung Cyclocross). In dieser Disziplin wurde er 1988 Junioren-, 1991 Amateur- und 1997 Elite-Vizeweltmeister. Er gewann zudem zweimal die Bronzemedaille bei den UCI-Weltmeisterschaften  (1990, 1992) und konnte ein Weltcuprennen für sich entscheiden.
Sein grösster Erfolg war der Gewinn der Silbermedaille bei den Olympischen Sommerspielen 1996 in der Disziplin Cross Country (XC). Frischknecht wurde 1996 Mountainbike-Weltmeister sowie in den Jahren 1990, 1991, 1992 und 2001 Vizeweltmeister. 2002 und 2004 gewann er die Bronzemedaille bei den MTB-XC-Worlds. Er gewann 17 Weltcuprennen und konnte den Gesamtweltcup drei Mal für sich entscheiden (1992, 1993, 1995). Seinen letzten Grosserfolg feierte er 2005, als er bei den Mountainbike-Marathon-Weltmeisterschaften die Goldmedaille gewann.
Im Strassenradsport konnte Frischknecht Etappensiege im GP Tell und im Giro del Ticino feiern.
Am 14. September 2008 beendete Thomas Frischknecht seine Karriere im Alter von 38 Jahren mit dem Weltcupfinal in Schladming. Insgesamt gewann er 18 Weltcuprennen, eine Marke, die bisher nur Julien Absalon und Nino Schurter überbieten konnten.
Frischknecht ist Teammanager des Scott-SRAM MTB Racing Teams. Er kommentiert als Experte die Mountainbike-Rennen im SRF. Er ist verheiratet und Vater von drei Kindern.

## Familiäres
Er ist der Sohn von Peter Frischknecht, der ebenfalls Radrennfahrer war.

## Erfolge
Olympische Spiele:
- Atlanta 1996: Silber im Cross-Country
- Sydney 2000: 6. Rang im Cross-Country
- Athen 2004: 7. Rang im Cross-Country

UCI-Mountainbike-und-Trial-Weltmeisterschaften:
- Durango 1990: Silber im Cross Country
- Il Ciocco 1991: Silber im Cross Country
- Bromont 1992: Silber im Cross Country
- Cairns 1996: Gold im Cross Country
- Vail/ Beaver Creek 2001: Silber im Cross Country
- Kaprun/ Zell am See 2002: Bronze im Cross Country
- Les Gets 2004: Bronze im Cross Country

UCI-Mountainbike-Marathon-Weltmeisterschaften:
- Lugano 2003: Goldmedaille
- Lillehammer 2005: Goldmedaille

Weltcup
- Mountainbike-Weltcupsieger: 1992, 1993, 1995
- 18 Weltcupsiege (17 Cross Country, 1 Cyclo Cross)

Europameisterschaften:
- Klosters 1993: Gold

Schweizer Meisterschaften:
- 12-facher Schweizer Meister